# Charaxes druceanus
Charaxes druceanus là một loài bướm thuộc họ Nymphalidae. Nó được tìm thấy ở khắp Africa.
Sải cánh dài 55–70 mm đối với con đực và 65–85 mm đối với con cái. Its Loài bướm này bay quanh năm.
Larvae của Charaxes druceanus feed on Syzygium cordatum, Syzygium guineense, Bersama abyssinica, annd Myrtaceae.

## Subpecies
Listed alphabetically.
- C. d. brazza Turlin, 1987
- C. d. cinadon Hewitson, 1870
- C. d. druceanus Butler, 1869
- C. d. entabeni van Someren, 1963
- C. d. katamayu Plantrou, 1982
- C. d. obscura Rebel, 1914
- C. d. moerens Jordan, 1936
- C. d. praestans Turlin, 1989
- C. d. proximans Joicey & Talbot, 1922
- C. d. septentrionalis Lathy, 1926
- C. d. solitaria Henning & Henning, 1992
- C. d. stevensoni van Someren, 1963
- C. d. teita van Someren, 1939
- C. d. vivianae Plantrou, 1982
- C. d. williamsi Plantrou, 1982